# Diceratothrips validipennis
Diceratothrips validipennis är en insektsart som först beskrevs av Ian A. Hood 1938.  Diceratothrips validipennis ingår i släktet Diceratothrips och familjen rörtripsar. Inga underarter finns listade i Catalogue of Life.